# Грегор Фойтек
Грегор Фойтек (на немски: Gregor Foitek) е бивш пилот от Формула 1.
Роден на 27 март 1965 година в Цюрих, Швейцария.

## Формула 1
Грегор Фойтек прави своя дебют във Формула 1 в Голямата награда на Бразилия през 1989 година. В световния шампионат записва 22 състезания като не успява да спечели точки. Състезава се за отборите на ЕуроБрун, Риал, Брабам и Оникс.